# Щеглова Софія Олексіївна
Софія Олексіївна Щеглова (18 вересня 1886, Пенза — 1 червня 1965, Москва) — літературознавець, бібліограф, педагог, професор, доктор філологічних наук (з 1941 року), член Неофілологічного товариства при Петербурзькому університеті, історико-літературного товариства, історичного товариства Нестора-літописця при Київському університеті, історико-філологічного товариства при Самарському університеті, Археологічної комісії ВУАН, член-кореспондент Товариства любителів давньої писемності та інше. Учениця та сподвижник Володимира Миколайовича Перетца.

## Життєпис
Народилась 18 вересня 1886 року в Пензі. З 1907 року ввійшла до складу членів Семінарії російської філології професора В. Перетця, де досліджувала український вірш. В 1910 році закінчила історико-філологічний факультет Вищих жіночих курсів в Києві. В 1913 році склала державні іспити в Київському університеті і була зарахована для підготовки до професорського звання.

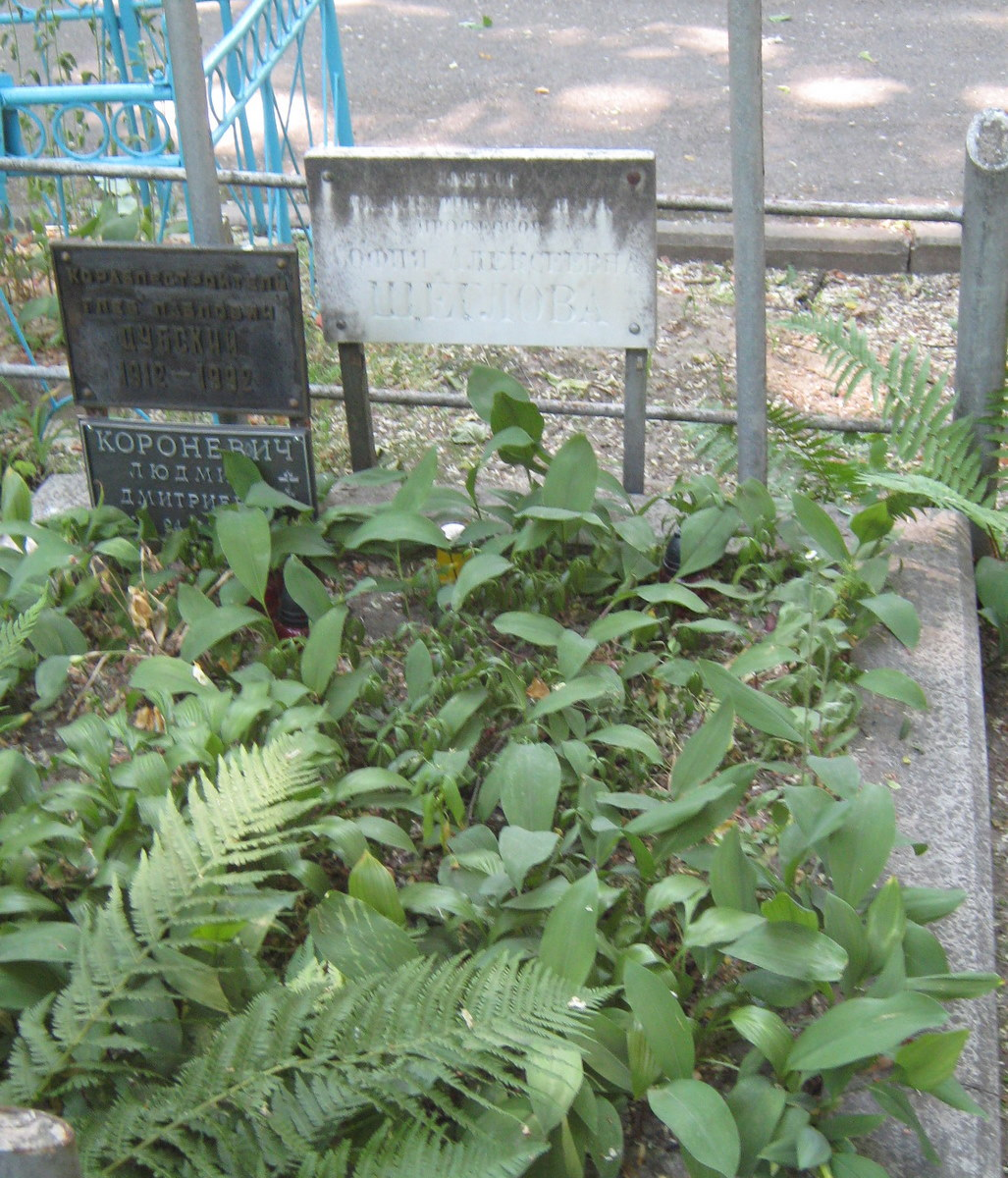
Могила Софії Щеглової

- В 1905—1915 роках викладач київських жіночих гімназій та одночасно викладач Вищих жіночих курсів;
- В 1916—1917 роках — викладач Петроградської громадської жіночої гімназії та Вищих педагогічних курсів;
- В 1918—1922 роках професор Самарського університету, педагогічного інституту та Археологічних курсів;
- В 1922—1934 роках науковий співробітник рукописного відділу Бібліотеки АН СРСР, одночасно читала лекції в Ленінградському університеті, на курсах при Інституті історії мистецтв та бібліотечних курсах;

У листопаді 1933 року Софію Щеглову заарештовують за так званою «Справою славістів». І хоча після арешту, Щеглову кілька місяців утримувалася в одиночній камері, не дозволяючи не тільки читати, але навіть і спати, Софія Олексіївна винною себе не визнала. У квітні 1934 її засудили до заслання на три роки в «віддалені райони Радянського Союзу». 
Софія Щеглова була «спрямована етапом» в Киргизію, де у 1934—1936 роки працювала методистом в бібліотеці міста Фрунзе. 
З 1937 року Софії Щегловій дозволили жити в Саратові.
- В 1937—1939 роках — викладач середніх шкіл Саратова;
- В 1939—1951 роках викладач, професор (з 1941 року) Саратовського педінституту та університету.

У 1945 році з Софії Щеглової було знято судимість і в 1951 році вона змогла повернутися до Києва. 
Померла 1 червня 1965 року в Москві. Похована в Києві на Лук'янівському цвинтарі (ділянка № 27, ряд 1, місце 7).